# Overthrust
Az Overthrust botswanai death metal együttes.

## Történet
2008-ban alakult Ghanzi városában. Ugyanebben az évben adták ki első és eddig egyetlen nagylemezüket. Az együttes 2014-ben és 2016-ban fellépett Németországban is, a Wacken Open Air és Internationalen Sommerfest (nemzetközi nyári fesztivál) fesztiválokon. A zenekar zenei hatásaiként a honfitárs Wrust, Broken Hope, Deicide, Cannibal Corpse, Autopsy, Morbid Angel, Carcass, Death, Immolation, Possessed együtteseket tette meg. A zenekar stílusát "afrikai old-school death metal" névvel illeti.

## Tagok
- Tshomarelo Mosaka - ének, basszusgitár
- Shelton Monnawadikgang - gitár
- Tshepho Kaisara - ritmusgitár
- Gakeitse Bothalentwa - dob

## Diszkográfia
- Desecrated Deeds to Decease (album, 2008)